# سيمون فريزر تولمي
سيمون فريزر تولمي ، (25 يناير 1867 – 13 أكتوبر 1937) كان طبيبًا بيطريًا ومزارعًا وسياسيًا ورئيس الوزراء الحادي والعشرين لمقاطعة كولومبيا البريطانية بكندا.
كان تولمي من سلالة رائدة لا تشوبها شائبة، مما ساعده في تطلعاته السياسية. كان نجل الدكتور ويليام فريزر تولمي، وهو شخصية بارزة في شركة خليج هدسون وعضو في كل من الجمعية الاستعمارية لمستعمرة جزيرة فانكوفر والجمعية التشريعية لكولومبيا البريطانية . كان ويليام فريزر مؤيدًا مبكرًا للمصلح الصناعي الإسكتلندي روبرت أوين، وكان مؤيدًا قويًا لانتخاب النساء في كولومبيا البريطانية. كان أسلافه الأمهات من السكان الأصليين وممثلين لزواج النساء من السكان الأصليين والرجال الفرنسيين والاسكتلنديين الذين عملوا في تجارة الفراء. كانت والدة تولمي، جين وورك، ابنة جون وورك ، أحد سكان فيكتوريا البارزين، والعامل الرئيسي لشركة خليج هدسون، وعضو جمعية المستعمرة السابقة. كان أصل جين من السكان الأصليين. كانت والدتها جوزيت ليجاس، ابنة امرأة من السكان الأصليين من منطقة سبوكان وبيير ليجاس، والد صياد فرنسي كندي. ولد في فيكتوريا، قضى تولمي حياته المبكرة في مزرعة عائلته الشاسعة، كلوفرديل (حي فيكتوريا يحمل اسمه). تخرج من كلية أونتاريو البيطرية في عام 1891 وأصبح فيما بعد مفتش دومينيون للثروة الحيوانية.
دخل تولمي السياسة الفيدرالية في انتخابات عام 1917 ، وأصبح عضوًا في البرلمان الاتحادي في فيكتوريا سيتي . عاد في الانتخابات الأربعة اللاحقة كمحافظ (غيرت الدائرة اسمها إلى فيكتوريا في عام 1924). شغل تولمي منصب وزير الزراعة في حكومتي السير روبرت بوردن وآرثر ميغن من 1919-1921 وفي 1926.
كان تولمي جزءًا من ذعر عام ضد المخدرات في سنة 1922 مع إيحاءات عنصرية شديدة. وأيد تعديلات قوانين المخدرات التي تدعو إلى ترحيل جميع الآسيويين المدانين بالاتجار واستخدام «السوط».
تم انتخاب تولمي زعيماً لحزب المحافظين في كولومبيا البريطانية في عام 1926 لكنه استمر في الجلوس كعضو في البرلمان حتى انتخابات المحافظات لعام 1928 ، التي ترشح فيها وانتخب عضو في المجلس التشريعي لسانيش. انتصر المحافظون في ذلك العام، حيث حصلوا على 32 مقعدًا من مقاعد المجلس التشريعي الـ 48، بما في ذلك كل مقعد في فانكوفر وفيكتوريا. وهكذا أصبح تولمي رئيسًا للمقاطعة، وعمل أيضًا وزيرًا للسكك الحديدية.
عاد تولمي إلى السياسة بعد ذلك بثلاث سنوات، وعاد إلى مقره الفيدرالي القديم في فيكتوريا في عام 1936 عن طريق الانتخابات الفرعية . توفي في فيكتوريا بعد أكثر من عام بقليل.
قاد تولمي آخر حكومة محافظة بمقاطعة كولومبيا البريطانية.